# عصب شظوي سطحي
العصب الشظوي السطحي هو عصب مختلط (حركي وحسي) يوفر التعصيب الحركي للعضلة الشظوية الطويلة والعضلة الشظوية القصيرة، والتعصيب الحسي للجلد على الجانب الأمامي الوحشي للساق والجزء الأكبر من ظهر القدم (باستثناء المسافة بين السلاميات الأولى، التي يعصبها العصب الشظوي العميق).

## البنية

### الجانب الوحشي للساق
العصب الشظوي السطحي هو العصب الرئيسي للحجرة الوحشية للساق. يبدأ مساره وحشي عنق الشظية، ويمر في العضلة الشظوية الطويلة والعضلة الشظوية القصيرة. في الثلث الأوسط من الساق، ينزل بين الشظوية الطويلة والشظوية القصيرة، ثم يصل إلى الجزء الأمامي للشظوية القصيرة ويدخل الأخدود بين الشظوية القصيرة وباسطة الأصابع الطويلة تحت اللفافة العميقة للساق. يصبح سطحيًا عند تقاطع الثلثين العلويين والثلث السفلي للساق عن طريق ثقب اللفافة العميقة. يعطي العصب الشظوي السطحي فروعًا متعددة في الساق، وهي:
- الفروع العضلية التي تعصب الشظوية الطويلة والشظوية القصيرة
- الفروع الجلدية التي تعصب جلد الثلث السفلي الوحشي للساق والجزء الأكبر من ظهر القدم باستثناء المناطق التي يعصبها العصب الصافن (الجانب الإنسي من الساق)، العصب الربلي (الجانب الوحشي للقدم)، العصب الشظوي العميق (المسافة بين السلاميات الأولى)، الأعصاب الأخمصية الوحشية (السطح الأخمصي للقدم).

### القدم
عند التقاطع بين الثلثين العلويين والثلث السفلي للساق، ينقسم العصب الشظوي السطحي إلى عصب جلدي ظهري إنسي (فرع إنسي) وعصب جلدي ظهري متوسط (فرع وحشي).
- يعبر الفرع الإنسي الكاحل وينقسم إلى عصبين ظهريين للأصابع، أحدهما للجانب الإنسي من إصبع القدم الكبير، والآخر للجانبين المتجاورين للإصبعين الثاني والثالث.
- ينقسم الفرع الجانبي إلى عصبين ظهريين للأصابع يعصبان الجانبين المتجاورين من إصبعي القدم الثالث والرابع وإصبعي القدم الرابع والخامس.
- الفروع الواصلة: يتصل الفرع الإنسي مع العصب الصافن والعصب الشظوي العميق، ويتصل الفرع الجانبي مع العصب الربلي.

## الأهمية السريرية
يمكن أن تؤدي إصابة العصب إلى عدم القدرة على تحريك القدم نحو الجانب الوحشي وفقدان الإحساس فوق ظهر القدم (باستثناء المسافة بين السلاميات الأولى بين إصبع القدم الكبير وإصبع القدم الثاني، التي يعصبها العصب الشظوي العميق).